# Basildon
Basildon es una ciudad planificada fundada a mediados del siglo pasado en el condado de Essex, en el sur de Inglaterra (Reino Unido).

## Historia
Basildon es una ciudad contemporánea, creada en 1949 tras la Segunda Guerra Mundial, consecuencia de los bombardeos sufridos en Londres y la destrucción de muchos de sus barrios, y cuyo crecimiento demográfico comenzó a ser sostenido a partir de 1960. Parte de su población procede de la zona este de Londres, cercana a los muelles del puerto. Basildon fue creado a partir de cuatro pequeñas aldeas; Pitsea, Peterborough, Basildon y Vange. 
La primera referencia histórica a Basildon se encuentra en el Domesday Book —archivos de 1086—, siendo mencionado como «Belesduna». El nombre Basildon significa «la colina» y procede de las palabras anglosajonas «beorhtel» y «dun de». A lo largo de los siglos y en distintos documentos históricos, se le denominará de diferentes maneras: Berdlesdon, Batlesdon y Belesduna. 
Dentro del distrito en Billericay, podemos ver una casa de 1620 en donde se reunieron los padres peregrinos, antes de emigrar a América en el Mayflower.
Basildon sirve desde 1950 para los sondeos electorales del Reino Unido, donde miden sus expectativas los principales partidos: conservadores, laboristas y demócratas liberales. Ya que su población representa muy bien al electorado, —clases sociales, ideas políticas, etcétera—.
Desde 1974 Basildon es cabecera de distrito del condado de Essex, al cual pertenecen otros municipios como: Billericay, Laindon, Pitsea, Wickford, Bowers Gifford, Crays Hill, Great Burstead, Little Burstead, North Benfleet, Ramsden Bellhouse. 
Conocida por ser la ciudad donde se creó el grupo Depeche Mode.

## Economía
Su economía depende del sector servicios y de la industria. En las últimas décadas del siglo xx se han creado multitud de polígonos e industrias, atraídas por la cercanía de Londres, además de sus comunicaciones y está en el estuario del Támesis y, por tanto, cerca del continente.
La inversión ha hecho de Basildon la mayor zona de negocios del estuario del Támesis (Thames Gateway) fuera de Londres, con más de cuarenta y cinco mil empleos y más de 5000 empresas, entre ellas: Ford, Selex, Visteon, Case New Holland, First Data Europa, IFDS (International Financial Data Services Limited), RBS, y Starbucks.
Posee unas grandes zonas comerciales y administrativas en su núcleo central, Basildon Town Centre, con una gran actividad económica —grandes superficies, pequeño y mediano comercio—, pudiendo disfrutar de un mercadillo típico semanal. A su alrededor se distribuyen el resto de equipamientos: Las zonas residenciales, colegios, iglesias, hospitales, deportivas, etc.
También se ha creado una de las mayores reservas naturales de zonas húmedas en Europa en las marismas del Támesis —de iniciativa pública y privada: el RSPB, «Land Trust Restauration», «Basildon District Council» y «Veolia»—.

## Transportes
Desde Londres se comunica directamente por carretera a través de la A13 y la A127, que también permiten el fácil acceso a la M25 y al resto de la red de autopistas. Por ferrocarril desde la estación de Fenchurch Street, cercana al metro de Tower Hill, y para la zona norte de Billericay y Wickford desde la estación de Liverpool Street.

## Personas destacadas
- Allen Gardiner, misionero anglicano, fallecido en Tierra del Fuego.
- Vince Clarke - Compositor y fundador de Depeche Mode, Yazoo y Erasure.
- Dave Gahan - Vocalista de Depeche Mode
- Martin Gore - Compositor de Depeche Mode
- Andrew Fletcher - Miembro de Depeche Mode
- Alison Moyet - Cantante y vocalista de Yazoo
- Scott Robinson - Cantante de Five.
- Jessie J - Cantante y compositora.
- Alice Kinsella - Gimnasta artística y medallista olímpica.
- Perry Bamonte -Guitarrista y teclista de The Cure.

Stuart Bingham- Jugador de snooker

## Ciudades hermanadas
- Gweru (Zimbabue)
- Heiligenhaus (Alemania)
- Meaux (Francia)